# Guimerà (Katalonien)
Guimerà ist eine katalanische Gemeinde (Municipio) mit 246 Einwohnern (Stand: 2024) in der Provinz Lleida im Nordosten Spaniens. Sie ist Teil der Comarca Urgell. 

## Lage
Guimerà liegt etwa 45 Kilometer ostsüdöstlich von Lleida in einer Höhe von ca. 555 m. 

## Einwohnerentwicklung
| 1900 | 1930 | 1950 | 1970 | 1981 | 1991 | 2001 | 2011 | 2021 |
| ---- | ---- | ---- | ---- | ---- | ---- | ---- | ---- | ---- |
| 1394 | 1255 | 1126 | 660  | 501  | 419  | 391  | 320  | 263  |

## Sehenswürdigkeiten
- Burgruine von Guimerà
- Ruine der Zisterzienserinnenabtei Vallsanta (Santa Maria de Vallsanta)
- Reste der Zisterzienserinnenabtei La Bovera
- Marienkirche
- Stephanuskapelle

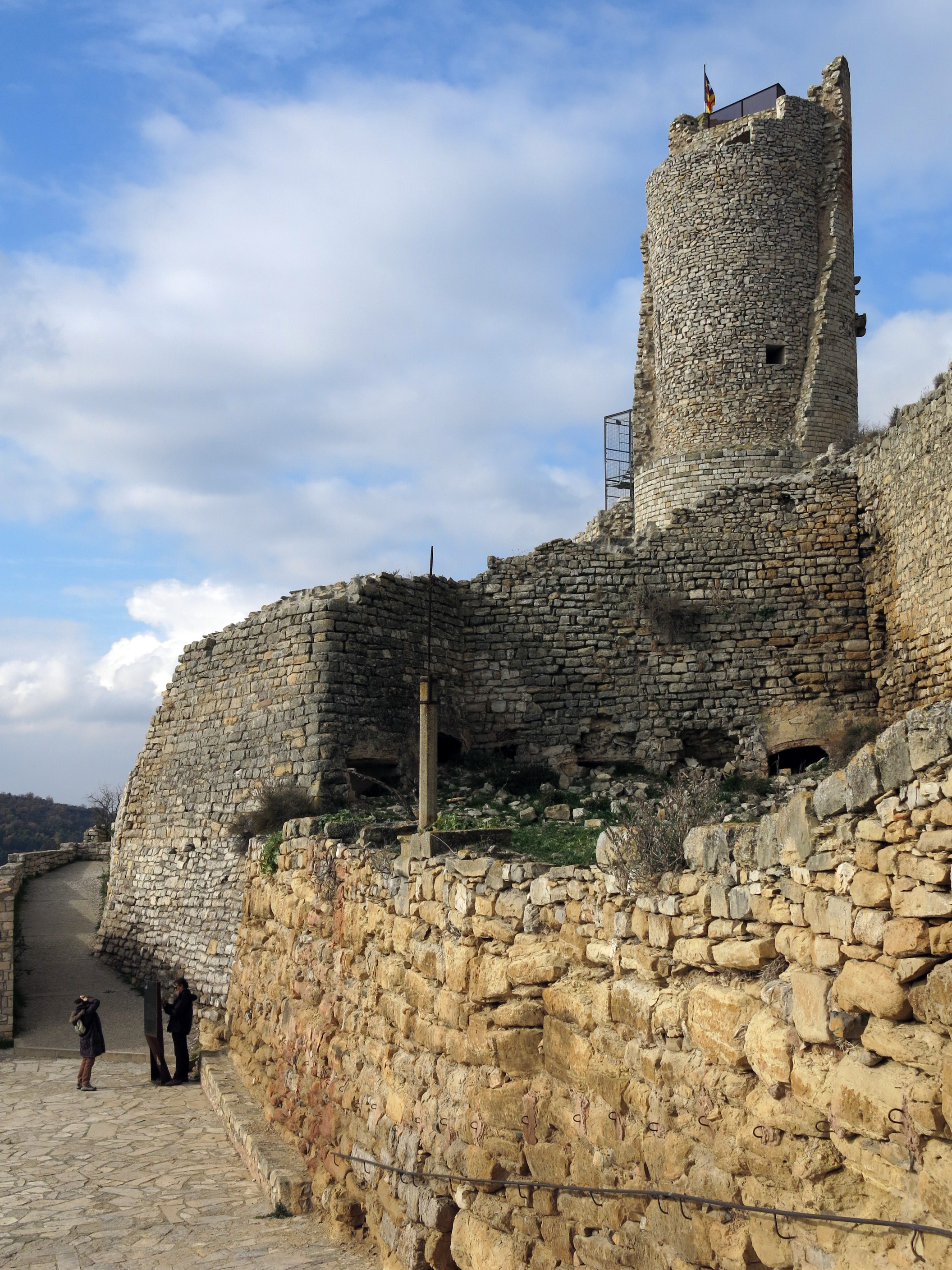
Burgruine
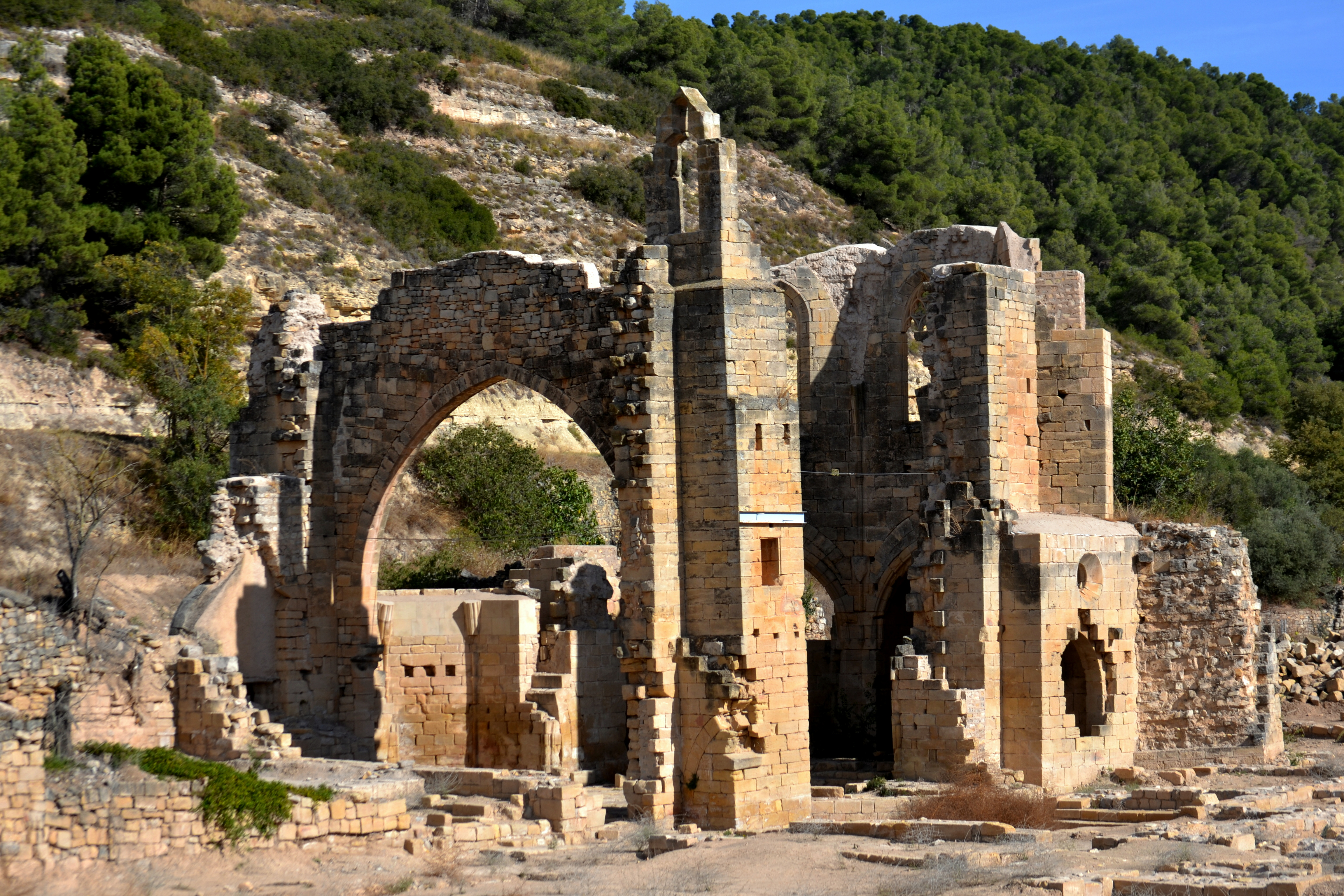
Klosterruine Vallsanta
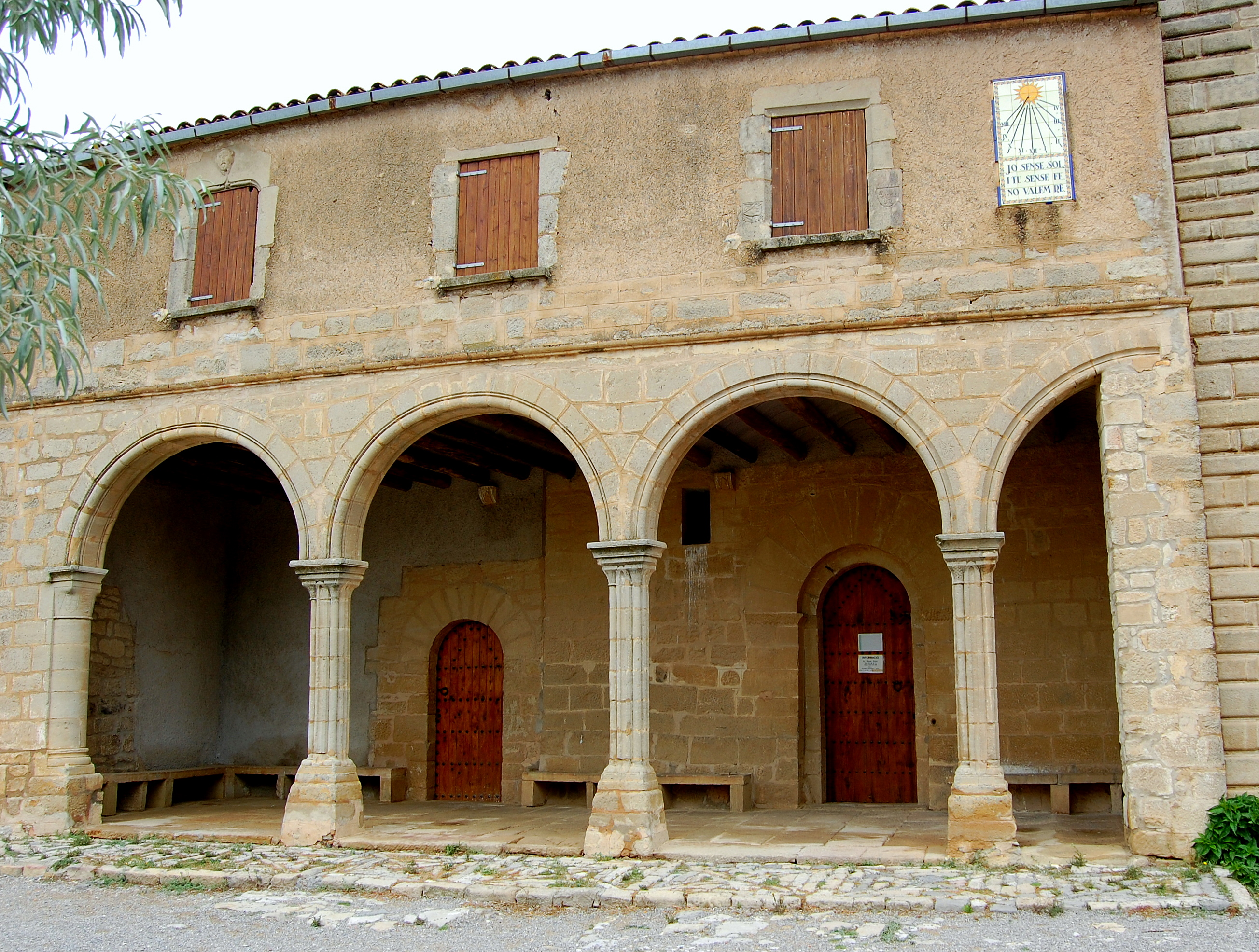
Kapelle der Zisterzienserinnenabtei La Bovera
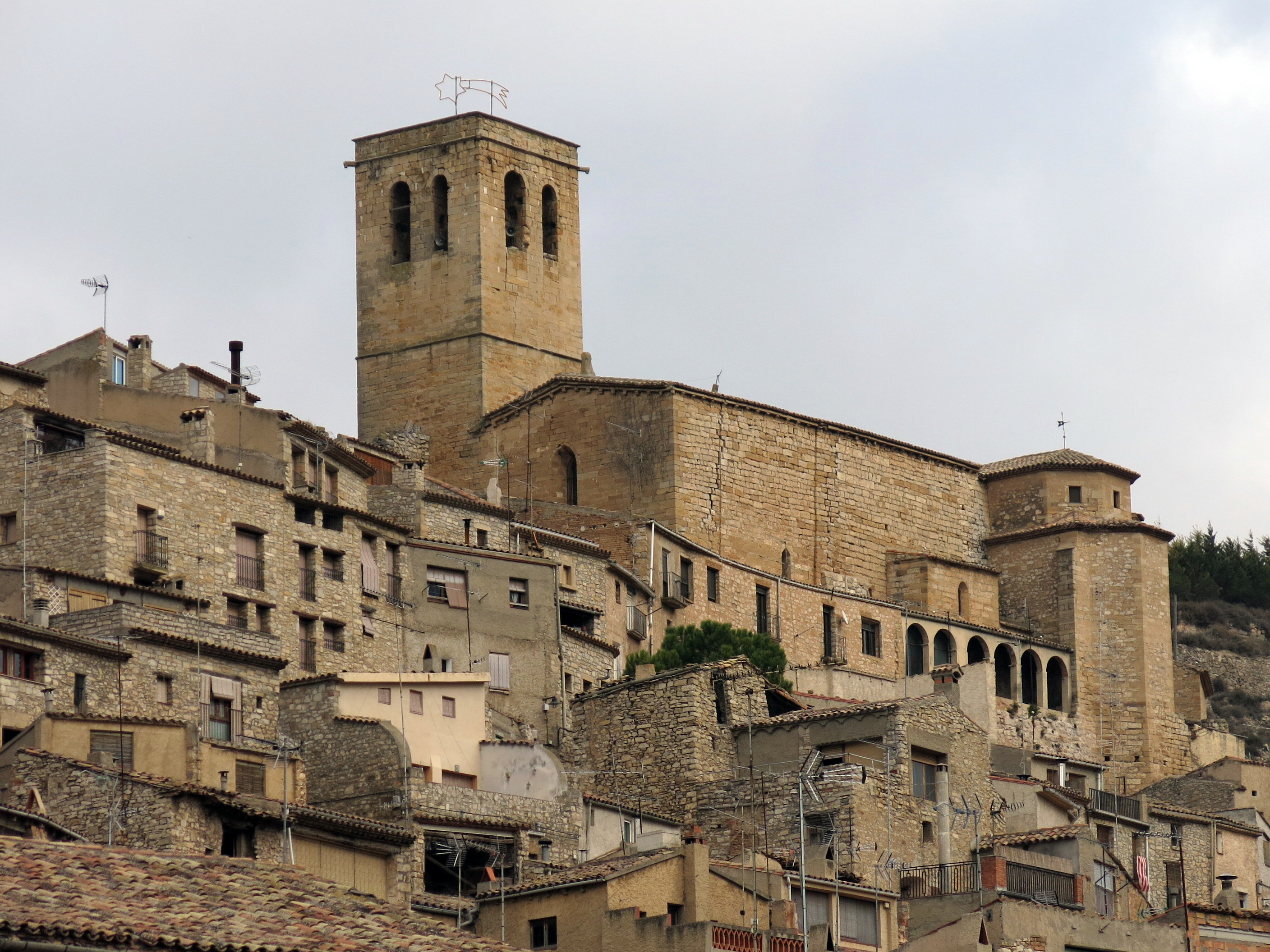
Marienkirche
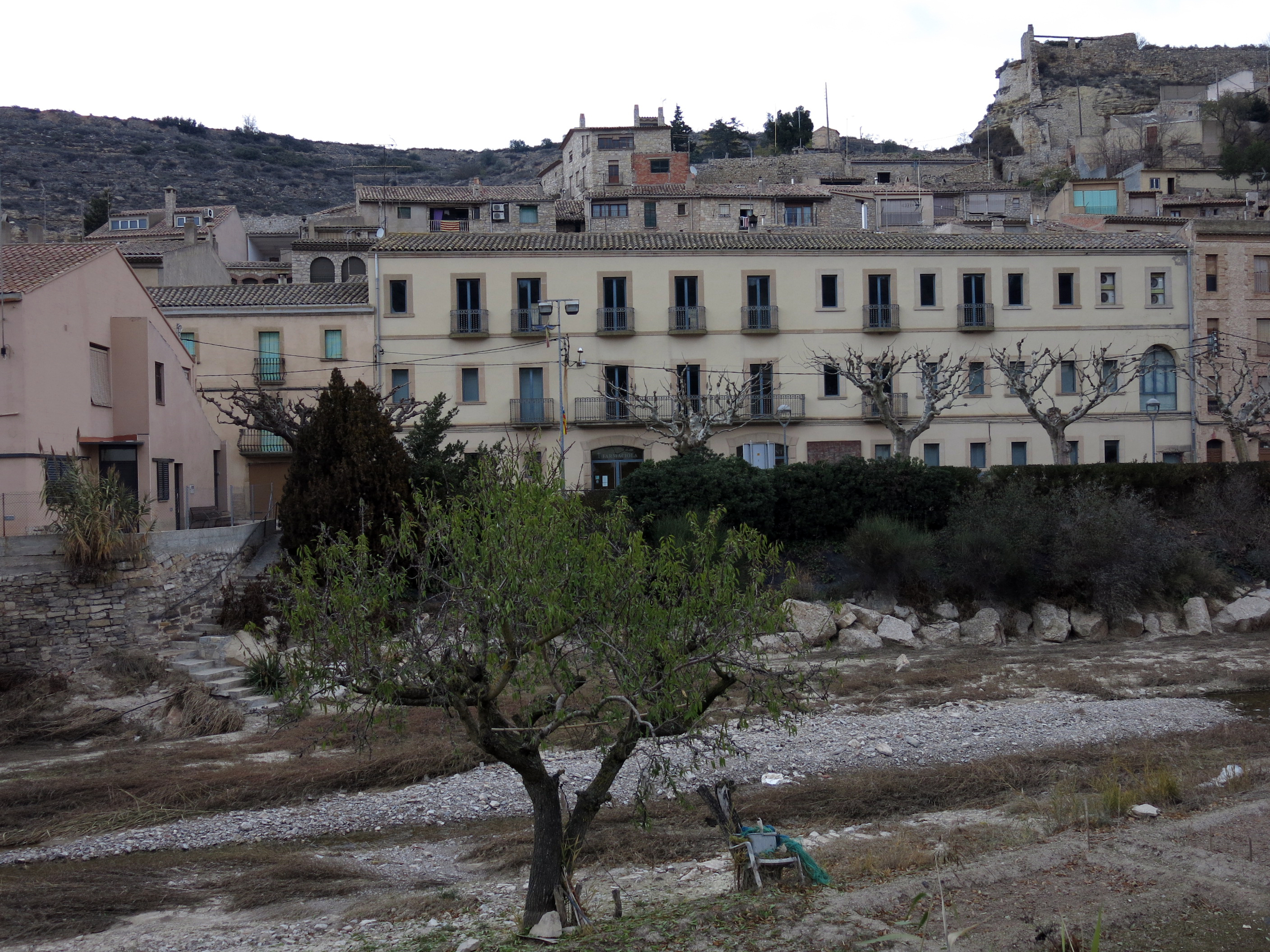
Rathaus

## Persönlichkeiten
- Josep Maria Minguella (* 1941), Fußballtrainer und Spielervermittler